# 武蔵野市議会
武蔵野市議会（むさしのしぎかい）は、東京都武蔵野市の地方議会である。

## 概要
- 定数：26人
- 任期：2023年5月1日 - 2027年4月30日[1]
- 選挙区：市全体を1選挙区とする大選挙区制（単記非移譲式）
- 議長：木﨑剛（自由民主・市民クラブ）
- 副議長：西園寺美希子（立憲民主ネット）

（2025年8月2日現在）

## 会派
| 会派名                   | 議席数 | 党派                                     | 議員名（◎は代表、○は副代表）                                        | 女性議員数 | 女性議員の割合(%) |
| ------------------------ | ------ | ---------------------------------------- | ------------------------------------------------------------------- | ---------- | ----------------- |
| 立憲民主ネット           | 6      | 立憲民主党5・武蔵野・生活者ネットワーク1 | 深沢達也、○蔵野恵美子、○菅源太郎、藪原太郎、◎川名雄児、西園寺美希子 | 2          | 33.33             |
| 自由民主・市民クラブ     | 5      | 自由民主党                               | ◎与座武、○道場秀憲、木﨑剛、菊池由美子、山崎高志                    | 1          | 20                |
| 市議会公明党             | 3      | 公明党                                   | ◎落合勝利、大野厚子、浜田圭子                                       | 2          | 66.67             |
| 日本共産党武蔵野市議団   | 3      | 日本共産党                               | 橋本繁樹、◎本間雅代、三島杉子                                       | 2          | 66.67             |
| 日本維新の会武蔵野市議団 | 2      | 日本維新の会                             | ◎深田貴美子、東山明夫                                               | 1          | 50                |
| ワクワクはたらく         | 2      | 無所属                                   | ◎宮代一利、本多夏帆                                                 | 1          | 50                |
| 無所属むさしの           | 2      | 無所属                                   | ◎酒向萌実、山本ひとみ                                               | 2          | 100               |
| 会派に属さない議員       | 2      | 無所属                                   | 下田大気、小林正能                                                  | 0          | 0                 |
| 欠員                     | 1      | ――                                       | ――                                                                  | ―          | ―                 |
| 計                       | 26     |                                          |                                                                     | 12         | 46.15             |

（2025年8月2日時点）

## 委員会

### 議会運営委員会
議会運営委員会は、各会派の意見を調整する場として設けられ、議会運営に関することを決定する委員会である。

### 常任委員会
| 委員会名   | 定数 | 所管 | 委員長     | 副委員長 |
| ---------- | ---- | --- | ---------- | -------- |
| 総務委員会 | 7人  | 総合政策部、総務部、財務部、防災安全部、会計課、農業委員会、監査委員、選挙管理委員会、公平委員会及び固定資産評価審査委員会に属すること 市民部生活経済課、市民活動推進課、交流事業課、市民課及び市政センターに属すること 他の常任委員会の所管に属さないこと | 与座武     | 本多夏帆 |
| 文教委員会 | 6人  | 子ども家庭部に属すること 教育委員会に属すること | 橋本繁樹   | 藪原太郎 |
| 厚生委員会 | 6人  | 健康福祉部に属すること 市民部保険課に属すること 環境部環境政策課、ごみ総合対策課及びクリーンセンターに属すること | 山本ひとみ | 山崎高志 |
| 建設委員会 | 6人  | 都市整備部及び水道部に属すること 環境部下水道課及び緑のまち推進課に属すること | 道場秀憲   | 三島杉子 |

（2025年8月2日現在）

### 特別委員会
特別委員会は、付議事件（市議会の議決によって定められた市政の特定の問題）について審査あるいは調査・研究するため、必要に応じて設置される委員会で、現在、次の特別委員会が設置されている。
- 外環道路特別委員会

## 議員報酬と諸手当
| 役職   | 報酬           | 政務活動費    |
| ------ | -------------- | ------------- |
| 議長   | 月額 670,000円 | 月額 40,000円 |
| 副議長 | 月額 600,000円 | 月額 40,000円 |
| 議員   | 月額 550,000円 | 月額 40,000円 |

武蔵野市議会議員は6月と12月の年2回期末手当が支給される。期末手当の支給額は国及び他の地方公共団体等の事情を考慮して条例で定められる。また、職務のため市の区域外に出張した場合は、市長と同等の基準で、その旅費を費用弁償することができる。

## 沿革
2017年
- 6月13日 - 本間雅代が議長に就任。武蔵野市議会において女性が議長に選出されるのは初めて。また、日本共産党所属の議員が議長に選出されるのも初めて[8]。
- 9月4日 - 高野恒一郎が武蔵野市長選挙に立候補するため辞職。
- 10月1日 - 高野の辞職に伴う市議会議員補欠選挙と市長選挙が執行される。市議補選では自由民主党公認の元職の東真理子が無所属・日本共産党推薦の沖田豊史を僅差で破り、当選した。市長選挙では元都議会議員の松下玲子が高野を下し、初当選した[9]。

2019年
- 4月21日 - 武蔵野市議会議員選挙執行。投票率は46.66％。

2021年
- 7月29日 - 堀内正嗣が辞職。
- 9月22日 - 深田貴美子が武蔵野市長選挙に立候補するため辞職[10]。
- 10月3日 - 堀内と深田の辞職に伴う市議会議員補欠選挙と市長選挙が執行される。市議補選では小林正能と桜井夏来が無投票で初当選した。市長選挙では現職の松下が自民党・公明党推薦の鹿野晃と深田を破り、再選された[11]。
- 12月21日 - 市議会は、外国人にも住民投票権を認める「武蔵野市住民投票条例」案を、議長を除く反対14、賛成11で否決した（後述）[12]

2023年
- 4月23日 - 武蔵野市議会議員選挙執行。投票率は50.89％。
- 11月30日 - 松下玲子市長が第50回衆議院議員総選挙に立候補するため辞職[13]。
- 同日 - 笹岡裕子が松下の辞職に伴う市長選挙に立候補するため辞職[14]。
- 12月5日 - 小美濃安弘が松下の辞職に伴う市長選挙に立候補するため辞職[15]。

2024年
- 10月31日 - 東真理子が都議補選（武蔵野市選挙区）に立候補の為辞職。

## 選挙

### 2023年武蔵野市議会議員選挙
2023年4月23日執行 当日有権者数：120,963人 最終投票率：50.89% 定数：26人 立候補者数：40人
| 順位 | 当落 | 候補者名     | 年齢 | 所属党派                   | 新旧別 | 得票数 |
| ---- | ---- | ------------ | ---- | -------------------------- | ------ | ------ |
| 1    | 当   | 深田貴美子   | 63   | 日本維新の会               | 元     | 3,945  |
| 2    | 当   | 小林正能     | 50   | 自由民主党                 | 現     | 3,940  |
| 3    | 当   | 笹岡裕子     | 37   | 無所属                     | 元     | 2,983  |
| 4    | 当   | 小美濃安弘   | 60   | 無所属                     | 現     | 2,875  |
| 5    | 当   | 下田大気     | 46   | 無所属                     | 現     | 2,617  |
| 6    | 当   | 酒向萌実     | 29   | 無所属                     | 新     | 2,613  |
| 7    | 当   | 蔵野恵美子   | 49   | 立憲民主党                 | 現     | 2,606  |
| 8    | 当   | 道場秀憲     | 60   | 自由民主党                 | 現     | 2,424  |
| 9    | 当   | 東山明夫     | 28   | 日本維新の会               | 新     | 2,338  |
| 10   | 当   | 東真理子     | 56   | 自由民主党                 | 現     | 2,139  |
| 11   | 当   | 本多夏帆     | 34   | 無所属                     | 現     | 2,025  |
| 12   | 当   | 山本ひとみ   | 67   | 無所属                     | 現     | 1,767  |
| 13   | 当   | 木崎剛       | 54   | 無所属                     | 現     | 1,748  |
| 14   | 当   | 西園寺美希子 | 64   | 武蔵野・生活者ネットワーク | 現     | 1,712  |
| 15   | 当   | 深沢達也     | 70   | 立憲民主党                 | 現     | 1,606  |
| 16   | 当   | 浜田圭子     | 64   | 公明党                     | 現     | 1,597  |
| 17   | 当   | 三島杉子     | 61   | 日本共産党                 | 新     | 1,562  |
| 18   | 当   | 本間雅代     | 67   | 日本共産党                 | 現     | 1,530  |
| 19   | 当   | 与座武       | 61   | 無所属                     | 現     | 1,468  |
| 20   | 当   | 川名雄児     | 63   | 立憲民主党                 | 現     | 1,464  |

| 順位 | 当落 | 候補者名     | 年齢 | 所属党派       | 新旧別 | 得票数    |
| ---- | ---- | ------------ | ---- | -------------- | ------ | --------- |
| 21   | 当   | 大野厚子     | 61   | 公明党         | 現     | 1,400     |
| 22   | 当   | 落合勝利     | 57   | 公明党         | 現     | 1,348     |
| 23   | 当   | 薮原太郎     | 50   | 立憲民主党     | 現     | 1,346     |
| 24   | 当   | 宮代一利     | 61   | 無所属         | 現     | 1,312     |
| 25   | 当   | 橋本繁樹     | 51   | 日本共産党     | 現     | 1,299     |
| 26   | 当   | 菊池由美子   | 63   | 無所属         | 新     | 1,044.064 |
| 27   | 落   | 山崎高志     | 50   | 無所属         | 新     | 1,009     |
| 28   | 落   | 桜井夏来     | 48   | 無所属         | 現     | 0962      |
| 29   | 落   | 増田玲子     | 59   | 無所属         | 新     | 0955      |
| 30   | 落   | 菊地加奈子   | 46   | 参政党         | 新     | 0916.935  |
| 31   | 落   | 大上茂雄     | 52   | 無所属         | 新     | 0888      |
| 32   | 落   | 内山智子     | 61   | 無所属         | 現     | 0878      |
| 33   | 落   | 志甫津大樹   | 49   | 無所属         | 新     | 0762      |
| 34   | 落   | 平住周恵     | 37   | 無所属         | 新     | 0486      |
| 35   | 落   | 菊竹進       | 51   | NHK党          | 新     | 0385      |
| 36   | 落   | 谷中竜雄     | 43   | 無所属         | 新     | 0341      |
| 37   | 落   | 煉獄コロアキ | 40   | 無所属         | 新     | 0190      |
| 38   | 落   | 谷家幸子     | 60   | 無所属         | 新     | 0120      |
| 39   | 落   | 佐野香       | 49   | 政治家女子48党 | 新     | 0113      |
| 40   | 落   | 伊藤正幸     | 41   | 無所属         | 新     | 080       |

### 2019年武蔵野市議会議員選挙
2019年4月21日執行 当日有権者数：120,005人 最終投票率：46.66% 定数：26人 立候補者数：37人
| 順位 | 当落 | 候補者名     | 年齢 | 所属党派                   | 新旧別 | 得票数    |
| ---- | ---- | ------------ | ---- | -------------------------- | ------ | --------- |
| 1    | 当   | 東真理子     | 52   | 自由民主党                 | 現     | 2,974     |
| 2    | 当   | 蔵野恵美子   | 45   | 立憲民主党                 | 現     | 2,940     |
| 3    | 当   | 本間雅代     | 63   | 日本共産党                 | 現     | 2,226     |
| 4    | 当   | 小美濃安弘   | 56   | 無所属                     | 現     | 2,217     |
| 5    | 当   | 下田大気     | 42   | 無所属                     | 現     | 2,174     |
| 6    | 当   | 堀内正嗣     | 39   | 自由民主党                 | 現     | 2,153     |
| 7    | 当   | 深田貴美子   | 59   | 無所属                     | 現     | 2,124     |
| 8    | 当   | 西園寺美希子 | 60   | 武蔵野・生活者ネットワーク | 現     | 2,094     |
| 9    | 当   | 山本敦       | 62   | 無所属                     | 現     | 1,986.127 |
| 10   | 当   | 川名雄児     | 59   | 立憲民主党                 | 現     | 1,977     |
| 11   | 当   | 菊池太郎     | 59   | 自由民主党                 | 現     | 1,860     |
| 12   | 当   | 道場秀憲     | 56   | 自由民主党                 | 新     | 1,859     |
| 13   | 当   | 宮代一利     | 57   | 無所属                     | 新     | 1,823     |
| 14   | 当   | 深沢達也     | 66   | 立憲民主党                 | 現     | 1,698     |
| 15   | 当   | 与座武       | 57   | 無所属                     | 現     | 1,654     |
| 16   | 当   | 本多夏帆     | 30   | 無所属                     | 新     | 1,640     |
| 17   | 当   | 浜田圭子     | 60   | 公明党                     | 現     | 1,590     |
| 18   | 当   | 山本ひとみ   | 63   | 無所属                     | 現     | 1,535.872 |
| 19   | 当   | 大野厚子     | 57   | 公明党                     | 現     | 1,460     |

| 順位 | 当落 | 候補者名   | 年齢 | 所属党派           | 新旧別 | 得票数 |
| ---- | ---- | ---------- | ---- | ------------------ | ------ | ------ |
| 20   | 当   | 内山智子   | 57   | 無所属             | 現     | 1,455  |
| 21   | 当   | 薮原太郎   | 46   | 立憲民主党         | 現     | 1,434  |
| 22   | 当   | 落合勝利   | 53   | 公明党             | 現     | 1,427  |
| 23   | 当   | 木崎剛     | 50   | 無所属             | 現     | 1,366  |
| 24   | 当   | 品川春美   | 38   | 都民ファーストの会 | 新     | 1,348  |
| 25   | 当   | 橋本繁樹   | 47   | 日本共産党         | 現     | 1,295  |
| 26   | 当   | 土屋美恵子 | 73   | 無所属             | 現     | 1,215  |
| 27   | 落   | 竹内聖織   | 31   | 無所属             | 現     | 1,192  |
| 28   | 落   | 桜井夏来   | 44   | 無所属             | 新     | 1,191  |
| 29   | 落   | 斯波稔     | 64   | 日本共産党         | 現     | 1,004  |
| 30   | 落   | 小林正能   | 46   | 無所属             | 新     | 0986   |
| 31   | 落   | 浦部純     | 48   | 無所属             | 新     | 0788   |
| 32   | 落   | 沢木宗人   | 57   | 無所属             | 新     | 0652   |
| 33   | 落   | 後藤亮     | 44   | 無所属             | 新     | 0608   |
| 34   | 落   | 武田紋奈   | 51   | 無所属             | 新     | 0530   |
| 35   | 落   | 伊藤桂     | 30   | 無所属             | 新     | 0324   |
| 36   | 落   | 谷中竜雄   | 39   | 無所属             | 新     | 0304   |
| 37   | 落   | 逸見彰彦   | 61   | 無所属             | 新     | 049    |

### 補欠選挙
| 年     | 月日     | 当選者     | 当選政党   | 欠員       | 欠員政党   | 欠員事由                                     |
| ------ | -------- | ---------- | ---------- | ---------- | ---------- | -------------------------------------------- |
| 2013年 | 10月6日  | 高野恒一郎 | 無所属     | 島崎義司   | 自民党     | 都議選立候補による辞職（結果は当選）         |
| 2017年 | 10月1日  | 東真理子   | 自由民主党 | 高野恒一郎 | 無所属     | 武蔵野市長選挙立候補による辞職（結果は落選） |
| 2021年 | 10月3日  | 小林正能   | 無所属     | 堀内正嗣   | 自由民主党 | 一身上の都合                                 |
| 2021年 | 10月3日  | 桜井夏来   | 無所属     | 深田貴美子 | 無所属     | 武蔵野市長選挙立候補による辞職（結果は落選） |
| 2023年 | 12月24日 | 山崎高志   | 無所属     | 小美濃安弘 | 無所属     | 武蔵野市長選挙立候補による辞職（結果は当選） |
| 2023年 | 12月24日 | 菅源太郎   | 立憲民主党 | 笹岡裕子   | 無所属     | 武蔵野市長選挙立候補による辞職（結果は落選） |

## 外国籍への住民投票権を認める条例案の審議
2021年11月19日開会の市議会定例会に、松下玲子市長は、外国人にも住民投票権を認める「武蔵野市住民投票条例」案を提出した。この住民投票条例案は「常設型」であり、安全保障など国政に関わることについても住民投票のテーマにすることも可能である。投票資格についても、外国籍に日本での在留期間に条件をつけず、武蔵野市の住民基本台帳に3カ月以上登録している18歳以上にあるというものであった。同様の条例を施行している地方自治体は2021年11月時点では神奈川県逗子市、大阪府豊中市の2自治体のみである。
同年11月20日、自民党参議院議員の佐藤正久はTwitterを更新し、「中国からすれば格好の的」「行政や議会も選挙で牛耳られる」と煽り、1.7万を超える「いいね」が寄せられた。佐藤のツイート以後、外国籍市民に市が乗っ取られるという言説がSNSで拡散され続けた。「自由民主・市民クラブ」の市議らが配布したビラには「こどもたちは大丈夫なの？」「治安は悪化しないの？」という条例制定反対の投稿をしていた。
同年12月13日、住民投票条例案は総務委員会（7人）で審議され、条例案の廃案か継続審議を求める5千筆以上の陳情が提出された。「自由民主・市民クラブ」と「市議会公明党」は反対する討議をし、「立憲民主ネット」や「日本共産党武蔵野市議団」などの会派は賛成の立場をとった。出席した松下市長は、2021年3月のアンケートでは外国籍の住民を投票資格者に含めることに「73.2％が賛成である」と意義を強調した。しかし、アンケート調査がされた2021年3月は法案内容がしっかり知られていない時期であり、調査対象2000人中回答者数509人（回答率25.45％）であった。低い回答率のために正確には賛成は2000人中372人（約18.6％）であった。
午後8時半ごろ、深沢達也委員長以外の6人の議員で委員会としての採決がとられ、賛成3人（藪原太郎、橋本繁樹、桜井夏来）、反対3人（道場秀憲、菊池太郎、落合勝利）の同数のため、委員長である深沢達也（立憲民主ネット）による判断で可決された。
同年12月21日、本会議が開催。中立的な立場を掲げる2人会派の「ワクワクはたらく」は本会議で賛否を明らかにすると説明していたため、動向が注目されていた。同会派の本多夏帆は3番目の討論の冒頭で「反対します」と表明。この結果、住民投票条例案は議長を除く反対14、賛成11で否決された。採決の内訳は以下のとおり。
| 反対14 | 自由民主・市民クラブ   | 小美濃安弘、東真理子、与座武、道場秀憲、小林正能、木崎剛、菊池太郎 | 7 |
| 反対14 | 市議会公明党           | 落合勝利、大野厚子、浜田圭子                                       | 3 |
| 反対14 | ワクワクはたらく       | 宮代一利、本多夏帆                                                 | 2 |
| 反対14 | 無会派                 | 品川春美、下田大気                                                 | 2 |
| 賛成11 | 立憲民主ネット         | 深沢達也、蔵野恵美子、藪原太郎、西園寺美希子、川名雄児             | 5 |
| 賛成11 | 自治と共生             | 内山智子、山本敦                                                   | 2 |
| 賛成11 | 日本共産党武蔵野市議団 | 橋本繁樹、本間雅代                                                 | 2 |
| 賛成11 | 無会派                 | 山本ひとみ、桜井夏来                                               | 2 |